# Boris Alexander Krukoff
 Boris Alexander Krukoff  (20 de julio de 1898 - 19 de enero de 1983 ) fue un botánico y explorador estadounidense, nacido en Rusia.

## Biografía
Migra a EE. UU. En 1923, obteniendo de la Universidad de Siracusa, el Ms.Sc. en forestales.
Fue profesional de Economía de la "United States Rubber Co.", "Chicle Co.", y "Merck Co. Realizó un importante número de expediciones a Sudamérica y a África, entre 1929 y 1955, investiganddo y recolectando especímenes botánicos y madera. Obtuvo las funciones de "curador honorario" del Jardín Botánico de Nueva York, y "botánico consultor" del "Lab de Investigación de Merck Sharp & Dohme".
Se centró con especial interés en los forestales productores de goma y en fuentes botánicas de drogas.

## Algunas publicaciones
- Krukoff, B.A.; Moldenke, H.N. (1938). «Studies of American Menispermaceae». Brittonia 3 (1): 1—72. ISSN 1938-436X.
- Krukoff, B.A. (1972). «North American species of Strychnos». Lloydia 35 (3): 193—271. ISSN 0024-5461.
- Krukoff, B.A.; Barneby, R.C. (1974). «Conspectus of species of the genus Erythrina». Lloydia 37 (3): 332—459.

### Libros
- Supplementary Notes on the American Species of Strychnos VII. ISBN 0-89327-046-6

## Honores

### Eponimia
Géneros
- Borismene Barneby, 1972[1]
- Krukoviella A.C.Sm., 1939[2]

Especies (113 registros IPNI)
- (Asteraceae) Vernonia krukovii (H.Rob.) D.J.N.Hind, 2009[3]

- (Moraceae) Naucleopsis krukovii (Standl.) C.C.Berg, 1969[4]